# Nicolosi
Nicolosi ist eine Stadt der Metropolitanstadt Catania in der Region Sizilien in Italien mit 7587 Einwohnern (Stand 31. Dezember 2023).

## Lage und Daten
Nicolosi liegt 16 Kilometer nördlich von Catania. Die Einwohner arbeiten hauptsächlich in der Landwirtschaft und im Tourismus.
Die Nachbargemeinden sind Adrano, Belpasso, Biancavilla, Bronte, Castiglione di Sicilia, Maletto, Mascalucia, Pedara, Randazzo, Sant’Alfio und Zafferana Etnea.

## Geschichte
Im 12. Jahrhundert entstand das Kloster San Nicolo l’Arena. Im Umkreis entwickelte sich der Ort Nicolosi. Der Ort wurde mehrmals von Ausbrüchen des Ätna zerstört, so in den Jahren 1669 und 1693. Im Jahre 1886 stoppte der Lavafluss kurz vor dem Ort. Der Erzbischof hat bei diesem Ausbruch den Schleier der heiligen Agatha von Catania dem Lavafluss entgegengehalten.

## Sehenswürdigkeiten
- Pfarrkirche aus dem 18. Jahrhundert
- Palazzo Cirelli aus dem 18. Jahrhundert
- Sant' Antonio Abbate aus dem Mittelalter
- Ätna und seine südlichen Krater (Rifugio Sapienza)
- Monti Rossi nördlich von Nicolosi
- Vulkanisches Museum des Ätnas, eine Sammlung von Fossilien und Mineralien

## Persönlichkeiten
- Salvatore Pappalardo (* 1945), römisch-katholischer Geistlicher, Erzbischof von Syrakus 2008–2020